# Гаммарбюгейден (станція метро)
59°17′41″ пн. ш. 18°06′12″ сх. д. / 59.294778° пн. ш. 18.103333° сх. д.
«Гаммарбюгейден» (швед. Hammarbyhöjden) — станція Зеленої лінії Стокгольмського метрополітену, обслуговується потягами маршруту Т17.
Станція була відкрита 17 квітня 1958 як одностанційне розширення від Шермарбрінка

Відстань від станції Слюссен 3.8 км.
Пасажирообіг станції в будень — 4,300 осіб (2019)

Розтушування: у мікрорайоні Гаммарбюгейден Седерорт, Стокгольм
Конструкція: відкрита наземна станція з однією острівною прямою платформою.

## Операції
| Попередня станція      | Лінія | Лінія     | Лінія | Наступна станція       |
| ---------------------- | ----- | --------- | ----- | ---------------------- |
| Шермарбрінк до Окесгов |       | Лінія T17 |       | Б'єркгаген до Скарпнек |